# アークザラッド R
『アークザラッドR』（Arc The Lad R）は、フォワードワークスにより開発・運営されていたスマートフォン向けゲームアプリ。
アークザラッドシリーズの第7作にあたる。ジャンルはシミュレーションRPG。開発協力はオルトプラス。基本プレイ無料（アイテム課金制）。略称は『アークR』。

## 概要
本作は、主人公のハルトを中心に『アークザラッドII』のエンディングから10年後を描く物語が展開されるシミュレーションRPGである。
『II』のラストに起きた「大崩壊」からの復興を進める世界を主人公が巡る中で旧作キャラクターと出会いながら、世界の新たな危機を知っていくストーリー展開、スマホゲームとしては豊富かつ3Dと2Dを組み合わせた独自のイベントムービー、戦闘中に豊富に喋るキャラクターボイス、デフォルメかつ3Dとなったビジュアル、スマホゲームならではのキャラクタービジュアルの変化（星3→星4→星5→覚醒→第二覚醒）、キャラクター毎に設定されたロールに応じてステータス傾向や他のキャラクターに与える効果が異なる新しい戦闘システム等が特徴である。フォワードワークス以外に所属する旧作スタッフが制作に携わった事でも話題となった。
同じく『II』の後を描いていた『アークザラッドIII』以降のシリーズ作品とはストーリーが繋がっておらず設定も根本的に異なっている。しかし『III』のキャラクターが一部登場するなど『III』を無かった事にしている訳ではなく、ストーリーが繋がっていない理由は作中で明かされる。原案・ゲームデザインの土田俊郎は「『III』を遊んでくださった皆さんの思いも受け止められるよう一生懸命考えてあります」と述べている。
配信開始から6日間で50万ダウンロードを突破、Google Play「ベスト オブ 2018」ユーザー投票部門ゲームTOP20にノミネートされるなど、大きな注目を集めた。
反面、無料で人気キャラクターを多数入手できた点、ムービーの多いストーリーものであるため各コンテンツ配信に時間がかかった点、ガチャ設計、育成システム等、スマホゲームならではの形態にセールス（課金要素の設計）が噛み合うまで時間を要した。上述のガチャ設計、課金要素設計の他、育成手段の単調さ、レイドイベント設計、闘技場の難易度設計等に対する不評の声が目立ったが、ストーリー、ムービー、音楽、世界観や戦闘システム自体は概ね好評の声が見られた。
2021年6月30日にサービスを終了した。ストーリーは未完に終わっている。